# Macrocentrus innuitorum
Macrocentrus innuitorum är en stekelart som beskrevs av Walley 1936. Macrocentrus innuitorum ingår i släktet Macrocentrus och familjen bracksteklar. Inga underarter finns listade i Catalogue of Life.